# Rockin’ Chair
Rockin’ Chair ist eine Ballade, die 1929 von Hoagy Carmichael geschrieben wurde. 

## Der Song
Die Melodie von Rockin’ Chair umfasst 32 Takte und ist in der Liedform A-A1-B-A gehalten. Carmichael legte den Song als Dialog zwischen Vater und Sohn an; er beginnt mit den Zeilen:
„Old rockin' chair's got me, my cane by my side
Fetch me that gin, son, 'fore I tan your hide
Can't get from this cabin, goin' nowhere
Just set me here grabbin' at the flies round this rockin' chair.“
In der dritten Strophe antwortet dem Vater der Sohn:
„Old rockin' chair's got me, son, (Rocking chair got you, father)
My cane by my side, (Yes, your cane by your side)
Now fetch me a little gin, son (Ain't got no gin, father)
What? 'fore I tan your hide, now, (You're gonna tan my hide)“

## Erste Aufnahmen und Chartserfolge

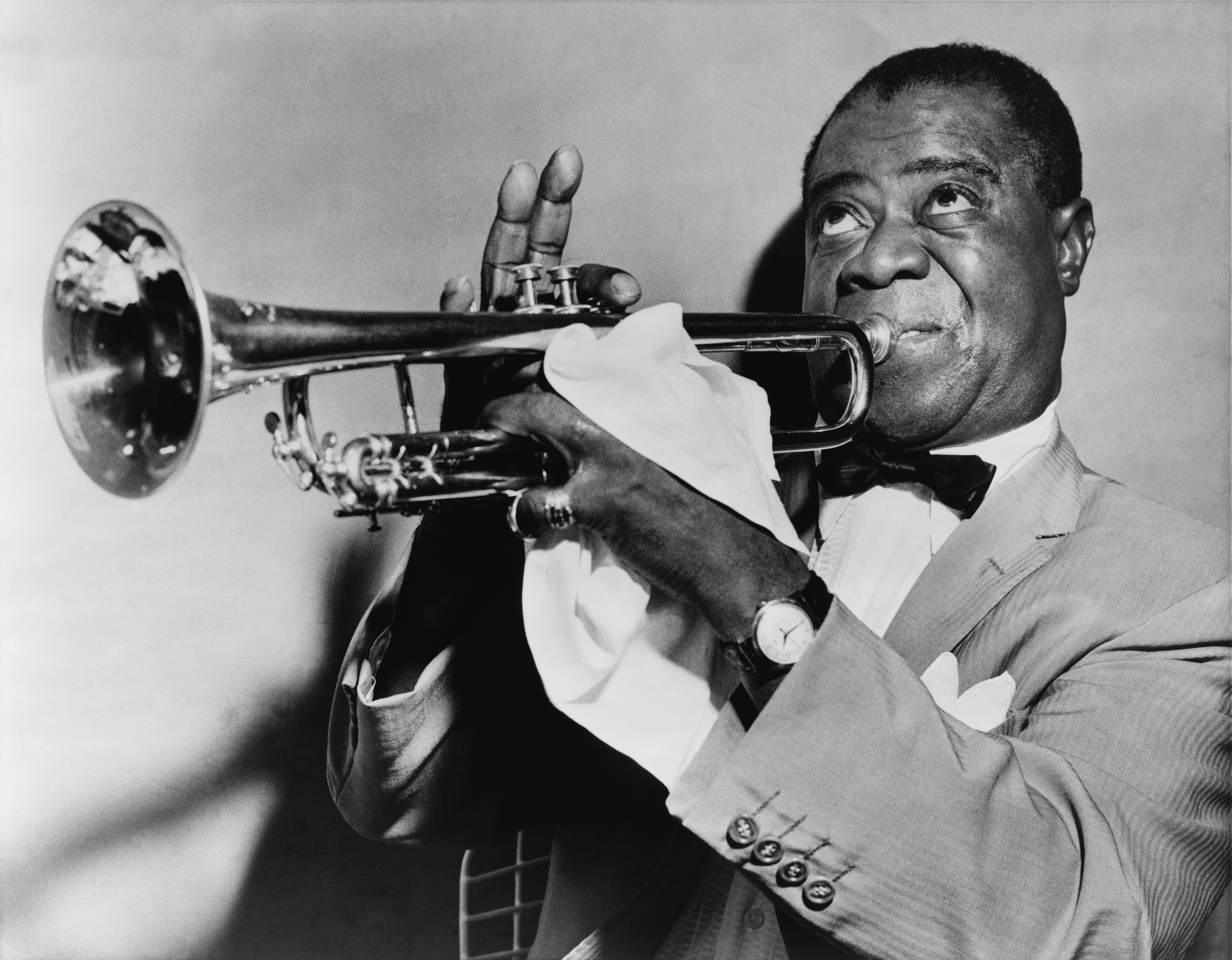
Louis Armstrong, 1953

Die erste Einspielung von Rockin’ Chair stammte von Louis Armstrong, der ihn am 13. Dezember 1929 für Okeh (8756) mit Carmichael als zweiten Vokalisten aufnahm.
Rockin’ Chair entstand während einer Session Armstrongs mit dem Luis Russell Orchestra zwischen dem 10. und 13. Dezember 1929, wo die Band – beginnend mit I Ain’t Got Nobody und Dallas Blues – auch den St. Louis Blues und schließlich die Carmichael-Komposition einspielten. Armstrong lud Carmichael ein, die Rolle des Vaters zu singen, während Armstrong als Sohn antwortete. Die Rockin’ Chair-Session gehörte zu den frühen Aufnahmen, in denen ein Weißer und ein Afroamerikaner gemeinsam ein Duett singen.
Am 21. Mai 1930 nahm ihn Carmichael selbst für Victor Records (Victor 25494) mit seinem Orchester auf,
in dem Bix Beiderbecke, Jimmy und Tommy Dorsey, Bud Freeman, Benny Goodman, Gene Krupa and His Orchestra, Jack Teagarden und Joe Venuti spielten.
Die Armstrong-Version des Songs kam am 6. August 1932 auf Position 14 der amerikanischen Hitparade, als die Okeh-Aufnahme von Columbia Records zusammen mit Sweetheats on Parade erneut veröffentlicht wurde – wohl angeregt durch den Erfolg der Mills Brothers, deren Coverversion am 14. Mai 1932 #4 der US-Charts erreicht hatte. Nach dem großen Erfolg nahm Armstrong Rockin’ Chair im Laufe seiner Karriere noch mehrmals auf; er integrierte ihn auch in seine Konzerte, die er 1933 in Europa gab. Sein Posaunist Henry Tyree trug dabei einen Hut und spielte die Rolle des Vaters.
Berühmt wurden seine Call and Response-Duette von 1947 bis 1951 mit seinem Posaunisten Jack Teagarden. Sie bauten bei ihren Darbietungen von Rockin’ Chair verschiedene Witze ein, so in einer Version von 1951, als Armstrong singt „But I ain't got no gin, father“ und Teagarden dazu bringt zu antworten, „Well, I guess I'll take a Seven-Up then“.
Mildred Bailey nahm ihn erstmals am 18. August 1932 mit dem Paul Whiteman Orchestra sowie Bunny Berigan, Red Norvo und Matty Malneck als Solisten auf Bailey machte den Song zu ihrer Erkennungsmelodie und wurde „The Rockin’ Chair Lady“ genannt. Am 23. März 1937 spielte ihn Bailey erneut mit ihrem Orchester ein; am 12. Juni kam der Song in dieser Version (Vocalion 3553) bis auf Platz 13 der US-Charts. Danach kam der Song nicht wieder in die US-Charts.

## Weitere Aufnahmen
Weitere Versionen des Songs in der Swingära stammen von Frank Sinatra, Sidney Bechet, Count Basie, Duke Ellington, Roy Eldridge, Glen Gray, Red Nichols, Artie Shaw, Fats Waller, Nelson Williams und Garland Wilson. Im Modern Jazz spielten Künstler wie Ray Bryant, Conte Candoli, Orrin Evans, Joe Pass und Oscar Peterson Interpretationen des Klassikers ein.
Die Aufnahmen, die Fats Domino (1951) und Gwen McCrae (1975) unter dem Titel Rockin’ Chair veröffentlichten, sind keine Cover-Versionen des Carmichael-Songs.